# Helmuth Wohlthat

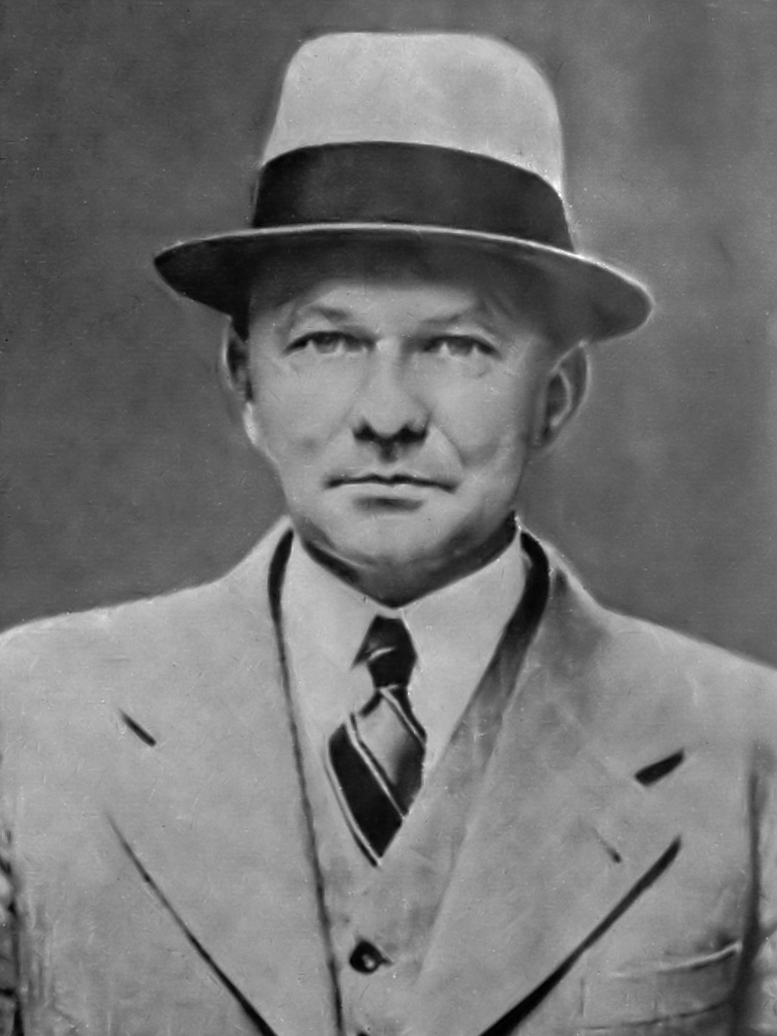
Helmuth Wohlthat (1940)

Helmuth C. H. Wohlthat (* 4. Oktober 1893 in Wismar; † 1982) war ein ranghoher deutscher Beamter während der Zeit des Nationalsozialismus.

## Leben
Nach dem Abitur trat Wohlthat 1912 in die Kriegsschule Engers ein. Er diente im Ersten Weltkrieg als Offizier bei der Kavallerie und erreichte zuletzt den Rang eines Oberleutnants. Nach seiner Entlassung aus dem Militärdienst war er von 1920 bis 1929 Kaufmann und handelte mit Ölen und Fetten. Er studierte nebenbei in Köln. Von 1929 bis 1933 lebte er in den USA und setzte sein Studium der Politikwissenschaften an der Columbia University in New York fort. Während seines Aufenthaltes in den USA heiratete er eine deutsch-amerikanische Lehrerin.
Nach seiner Rückkehr nach Deutschland war er kurzzeitig im Reichsernährungsministerium tätig. Hjalmar Schacht holte ihn 1934 ins Reichs- und preußische Wirtschaftsministerium, wo er als Ministerialdirektor ab Dezember 1934 die Reichsstelle für Devisenbeschaffung leitete. Er wechselte 1938 ins Preußische Staatsministerium und unterstand als Staatssekretär in der Behörde für den „Vierjahresplan“ der direkten Weisung Hermann Görings. Dort war er vorwiegend für den Außenhandel und die Devisenbewirtschaftung zuständig. In diesen Aufgabenbereich fiel unter anderem der Aufbau der Deutschen Walfangflotte. Zu Beginn des Jahres 1938 initiierte und plante er die Deutsche Antarktische Expedition 1938/39. Wohlthat verhandelte im Februar 1939 mit George Rublee vom Intergovernmental Committee on Refugees das Rublee-Wohlthat-Abkommen, das die Auswanderung der Juden aus Deutschland regeln sollte. Am 23. März 1939 schloss er mit der rumänischen Regierung einen Wirtschaftsvertrag („Wohlthat-Vertrag“), der deutsche Investitionen in Rumänien, besonders in die petrochemische Industrie, ermöglichte.
Nach der Besetzung der Niederlande im Zweiten Weltkrieg wurde Wohlthat Beauftragter bei der Niederländischen Zentralbank in Amsterdam. Auf dieser Schlüsselposition kontrollierte er ab Ende Mai 1940 die niederländischen Devisenströme und damit die gesamte Außenwirtschaft. Ab April 1941 war er Leiter der deutschen Wirtschaftsdelegation in Japan, wo er auch das Kriegsende erlebte.
Nach dem Krieg hatte Wohlthat verschiedene Aufsichtsrats-Posten in der privaten Wirtschaft inne. Wohlthat wurde am 10. September 1954 von Fritz Schäffer, sekundiert von Franz Josef Strauß, als Exekutivdirektor für die Bundesrepublik bei der Weltbank vorgeschlagen, während Ludwig Erhard Otto Donner favorisierte. Bei der Abstimmung entschied sich die Mehrheit des Kabinett Adenauer II für Wohlthat, aufgrund der Intervention von Konrad Adenauer erhielt aber Donner den Posten.

## Ehrungen
Nach Helmuth Wohlthat ist das Wohlthat-Massiv in der Antarktis benannt.